# Mike Eerdhuijzen
Mike Eerdhuijzen (Volendam, 13 juli 2000) is een Nederlands voetballer die als verdediger voor FC Utrecht speelt.

## Clubcarrière

### FC Volendam
Mike Eerdhuijzen speelde tot 2018 in de jeugd van FC Volendam, waar hij een contract tot de zomer van 2022 tekende. Sinds 2017 speelde hij met Jong FC Volendam in de Derde divisie. Hij debuteerde in het eerste elftal van FC Volendam op 19 april 2019, in de met 2-3 verloren thuiswedstrijd tegen N.E.C. Hij kwam in de 68e minuut in het veld voor Darryl Bäly.
In het seizoen 2021/22 promoveerde Eerdhuijzen met FC Volendam naar de Eredivisie. Dat jaar maakte hij ook zijn eerste doelpunt in het betaalde voetbal. Dit was op 9 januari 2022, in de met 2-1 gewonnen thuiswedstrijd tegen Telstar. Op 31 januari 2022 kwam het nieuws naar buiten dat Eerdhuijzen in de zomerstop de overstap zal maken naar Sparta Rotterdam. De verdediger wilde graag speler van FC Volendam blijven, maar de club besloot zijn aflopende contract niet te verlengen.

### Sparta Rotterdam
Eerdhuijzen tekende bij Sparta Rotterdam een contract voor drie seizoenen. Met Sparta kende Eerdhuijzen een succesvol seizoen. Hij kwam ruim dertig wedstrijden in actie en bereikte met zijn ploeg de finale van de play-offs voor de UEFA Europa Conference League.

### Statistieken

#### Beloften
| Seizoen                   | Club             | Land            | Competitie             | Competitie | Competitie | Overig | Overig | Totaal | Totaal |
| Seizoen                   | Club             | Land            | Competitie             | Wed.       | Dlp.       | Wed.   | Dlp.   | Wed.   | Dlp.   |
| ------------------------- | ---------------- | --------------- | ---------------------- | ---------- | ---------- | ------ | ------ | ------ | ------ |
| 2016/17                   | Jong FC Volendam | Nederland       | Derde divisie zaterdag | 1          | 0          | –      | –      | 1      | 0      |
| 2017/18                   | Jong FC Volendam | Nederland       | Derde divisie zaterdag | 2          | 0          | 1      | 0      | 3      | 0      |
| 2018/19                   | Jong FC Volendam | Nederland       | Derde divisie zondag   | 31         | 2          | –      | –      | 22     | 2      |
| 2019/20                   | Jong FC Volendam | Nederland       | Tweede divisie         | 12         | 1          | –      | –      | 12     | 1      |
| 2020/21                   | Jong FC Volendam | Nederland       | Tweede divisie         | 2          | 1          | –      | –      | 2      | 1      |
| 2021/22                   | Jong FC Volendam | Nederland       | Tweede divisie         | 9          | 0          | –      | –      | 9      | 0      |
| Totaal beloften           | Totaal beloften  | Totaal beloften | Totaal beloften        | 57         | 4          | 1      | 0      | 58     | 4      |
| Bijgewerkt op 5 juli 2023 |                  |                 |                        |            |            |        |        |        |        |

#### Senioren
| Seizoen                  | Club             | Land            | Competitie      | Competitie | Competitie | Beker | Beker | Overig | Overig | Totaal | Totaal |
| Seizoen                  | Club             | Land            | Competitie      | Wed.       | Dlp.       | Wed.  | Dlp.  | Wed.   | Dlp.   | Wed.   | Dlp.   |
| ------------------------ | ---------------- | --------------- | --------------- | ---------- | ---------- | ----- | ----- | ------ | ------ | ------ | ------ |
| 2018/19                  | FC Volendam      | Nederland       | Eerste divisie  | 1          | 0          | 0     | 0     | –      | –      | 1      | 0      |
| 2019/20                  | FC Volendam      | Nederland       | Eerste divisie  | 12         | 0          | 0     | 0     | -      | -      | 12     | 0      |
| 2020/21                  | FC Volendam      | Nederland       | Eerste divisie  | 22         | 0          | 1     | 0     | 0      | 0      | 17     | 0      |
| 2021/22                  | FC Volendam      | Nederland       | Eerste divisie  | 22         | 1          | 1     | 0     | -      | -      | 23     | 1      |
| 2022/23                  | Sparta Rotterdam | Nederland       | Eredivisie      | 25         | 0          | 2     | 0     | 4      | 0      | 31     | 0      |
| 2023/24                  | Sparta Rotterdam | Nederland       | Eredivisie      | 19         | 1          | 0     | 0     | 1      | 0      | 20     | 1      |
| 2024/25                  | Sparta Rotterdam | Nederland       | Eredivisie      | 29         | 0          | 1     | 0     | 0      | 0      | 30     | 0      |
| Totaal senioren          | Totaal senioren  | Totaal senioren | Totaal senioren | 130        | 2          | 5     | 0     | 5      | 0      | 140    | 2      |
| Carrièretotaal           | Carrièretotaal   | Carrièretotaal  | Carrièretotaal  | 187        | 6          | 4     | 0     | 6      | 0      | 197    | 6      |
| Bijgewerkt op 8 mei 2025 |                  |                 |                 |            |            |       |       |        |        |        |        |

## Erelijst
| Derde divisie Zondag | 1 | 2018/19 |